# Lò nung sân sau

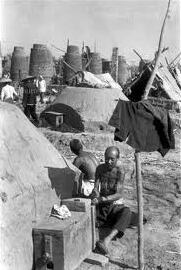
Công nhân chăm sóc lò nung ở sân sau (1958)

Lò nung sân sau (giản thể: 土法炼钢; phồn thể: 土法煉鋼; Hán-Việt: Thổ pháp luyện cương; bính âm: Tǔfǎ liàngāng) là những lò cao lớn và nhỏ được người dân Trung Quốc sử dụng trong thời kỳ Đại nhảy vọt (1958–1962). Chúng được xây dựng trên các cánh đồng và sân sau của các công xã nhằm nâng cao mục tiêu của Đại nhảy vọt nhằm đưa Trung Quốc trở thành nhà sản xuất thép hàng đầu trên thế giới. Tuy nhiên, hầu hết các lò này chỉ có khả năng sản xuất ra loại gang thỏi.
Năng suất của các lò nung sân sau rất khác nhau trên khắp Trung Quốc. Nhiều khu vực nhận thấy mối quan tâm mới đến các hoạt động gia công kim loại truyền thống và đã sản xuất thành công thép và đồng. Tuy nhiên, lò nung sân sau phần lớn là một sự theo đuổi ngẫu hứng và vô kỷ luật ở phần lớn vùng nông thôn. Năm 1958, Đảng Cộng sản đã tài trợ cho việc sản xuất hàng chục bộ phim tài liệu về gia công kim loại nhằm cố gắng chống lại sự thiếu hiểu biết phổ biến và thúc đẩy hơn nữa hoạt động này.
Nông dân được khuyến khích ưu tiên sản xuất sắt thép hơn là nghĩa vụ nông nghiệp, điều này có thể là một yếu tố góp phần gây ra nạn đói lớn ở Trung Quốc. Ở những nơi không có quặng sắt, nhiều loại thép và sắt khác nhau được nấu chảy nhằm mục đích sản xuất thép hoặc những sản phẩm hữu ích hơn. Sự phổ biến rộng rãi của tập tục này đã dẫn đến việc phá hủy hàng loạt đồng tiền sắt Thánh Bảo từ Thái Bình Thiên Quốc.
Mao Trạch Đông bảo vệ các lò nung sân sau bất chấp những thiếu sót, cho rằng việc làm này thể hiện sự nhiệt tình của quần chúng nhân dân, tính sáng tạo của quần chúng nhân dân và sự tham gia của quần chúng nhân dân vào phát triển kinh tế.